# Farin Urlaub
Jan Vetter, noto come Farin Urlaub (Berlino Ovest, 27 ottobre 1963), è un cantautore e musicista tedesco.

## Biografia
È noto principalmente per essere il chitarrista e vocalist del gruppo punk rock dei Die Ärzte, fondato nel 1982. Nel 2001 Vetter ha intrapreso una carriera solista esibendosi con una band di supporto chiamata Farin Urlaub Racing Team; tuttavia questo nome viene accreditato solo nel 2006.

## Discografia

### Solista/Farin Urlaub Racing Team
Album
- 2001 - Endlich Urlaub!
- 2005 - Am ende der sonne
- 2006 - Livealbum of Death
- 2008 - Die Wahrheit übers Lügen
- 2014 - Faszination Weltraum